# Marian Giżycki
Marian Giżycki (ur. 18 sierpnia 1914 w Starej Hucie, Wołyń, zm. 16 lutego 1987 w Lublinie) – księgarz polski, kolekcjoner, właściciel biblioteki.

## Życiorys
Po II wojnie światowej osiadł w podlubelskiej wsi Niedrzwica Duża, gdzie do lat 60. prowadził prywatną księgarnie z siedzibą we własnym domu; zajmował się też sprzedażą objazdową. W książki zaopatrywał się w księgarni w Lublinie (na rogu Krakowskiego Przedmieścia i ulicy Chopina), a miał w asortymencie przede wszystkim podręczniki, literaturę dziecięcą i młodzieżową, literaturę piękną dla dorosłych.  
Jednocześnie był bibliofilem i wraz z żoną Stanisławą zgromadził prywatną bibliotekę, na którą składało się około sześciu tysięcy woluminów. Książki opatrywał owalną pieczęcią "M.S. Giżyccy – Biblioteka Domowa". Swoje zbiory udostępniał mieszkańcom Niedrzwicy Dużej, sąsiadom, przyjaciołom, uczniom. Gromadził przede wszystkim klasyczne dzieła literatury pięknej, polskiej i obcej; miał też w zbiorach książki dla dzieci i młodzieży, prace geograficzne, etnologiczne i historyczne (szczególnie dotyczące obu wojen światowych) oraz encyklopedie, słowniki i leksykony. Poza książkami Giżycki zbierał też numizmaty i walory filatelistyczne.